# Крамерс (лунный кратер)
Кратер Крамерс (лат. Kramers) — крупный древний ударный кратер в северном полушарии обратной стороны Луны. Название присвоено в честь нидерландского физика-теоретика Хендрика Крамерса (1894—1952) и утверждено Международным астрономическим союзом в 1970 г. 

## Описание кратера
Ближайшими соседями кратера Крамерс являются кратер Биркхоф на северо-западе; кратер Вант-Гофф на севере-северо-западе; кратер Дайсон на севере-северо-востоке; кратер Кулон на востоке; кратер Сартон на юго-востоке и кратер Шлезингер на юго-западе. Селенографические координаты центра кратера 53°17′ с. ш. 127°59′ з. д. / 53,28° с. ш. 127,98° з. д., диаметр 61,6 км, глубина 2,7 км.
Кратер Крамерс имеет полигональную форму и значительно разрушен за длительное время своего существования, северо-восточная часть слегка перекрыта сателлитным кратером Крамерс C (см. ниже). Вал сглажен и отмечен множеством мелких кратеров. Высота вала над окружающей местностью достигает 1220 м, объем кратера составляет приблизительно 3200 км³.  Дно чаши сравнительно ровное, северо-восточная часть чаши покрыта породами выброшенными при образовании сателлитного кратера Крамерс C, немного севернее центра чаши расположен короткий хребет. Южная и северо-восточная часть чаши отмечены множеством мелких кратеров. Восточнее кратера Крамерс расположен ровный участок поверхности, вероятно затопленный лавой.	

## Сателлитные кратеры
| Крамерс | Координаты                                              | Диаметр, км |
| ------- | ------------------------------------------------------- | ----------- |
| C       | 54°40′ с. ш. 126°07′ з. д. / 54,66° с. ш. 126,11° з. д. | 59,6        |
| M       | 50°12′ с. ш. 127°21′ з. д. / 50,2° с. ш. 127,35° з. д.  | 31,9        |
| S       | 52°33′ с. ш. 132°37′ з. д. / 52,55° с. ш. 132,62° з. д. | 26,5        |
| U       | 53°54′ с. ш. 133°02′ з. д. / 53,9° с. ш. 133,03° з. д.  | 38,6        |

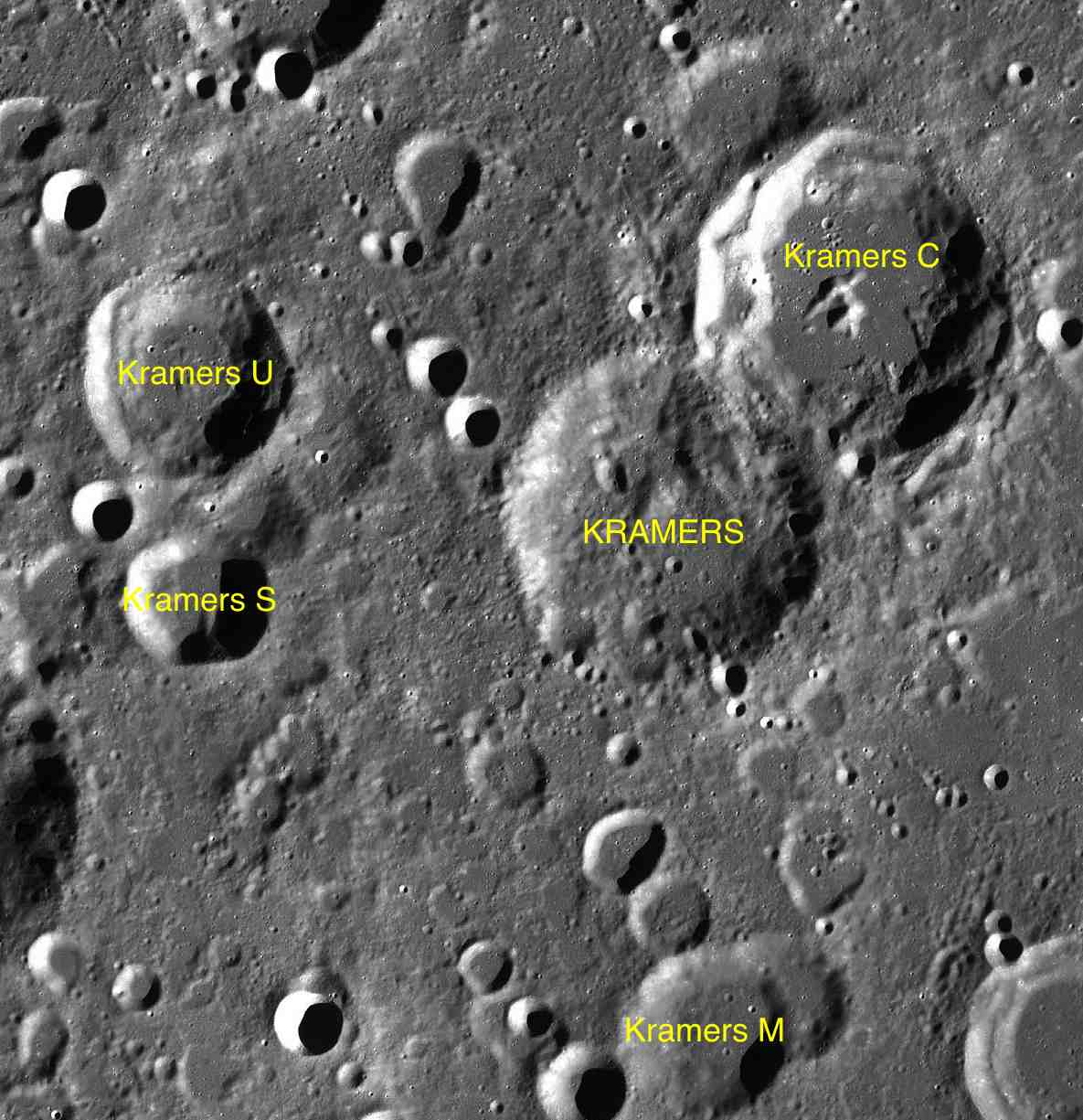
Фрагмент карты LAC-20.

- Образование сателлитных кратеров Крамерс C и U относится к раннеимбрийскому периоду[3].

## См.также
- Список кратеров на Луне
- Лунный кратер
- Морфологический каталог кратеров Луны
- Планетная номенклатура
- Селенография
- Минералогия Луны
- Геология Луны
- Поздняя тяжёлая бомбардировка